# Xã Cromwell, Quận Clay, Minnesota
Xã Cromwell (tiếng Anh: Cromwell Township) là một xã thuộc quận Clay, tiểu bang Minnesota, Hoa Kỳ. Năm 2010, dân số của xã này là 345 người.